# Neenačba
Neenačba (redko tudi neenakost) je simbolični zapis sestavljen iz dveh matematičnih izrazov, med katerima stoji neenačaj. Neenačaj je lahko katerikoli od znakov za relacijo urejenosti: {\displaystyle <,~>,~\leqslant ,~\geqslant }  (včasih dopuščamo za neenačaj  tudi znak {\displaystyle \neq }). Izraza, ki nastopata v neenačbi,  imenujemo leva stran in desna stran neenačbe.
Spremenljivke, ki nastopajo v neenačbi, imenujemo neznanke. Primer preproste neenačbe z eno neznanko:
{\displaystyle x+1\leqslant 2\;.}

## Rešitev neenačbe
Če neenačba vsebuje samo eno neznanko, je rešitev neenačbe tista vrednost neznanke, pri kateri neenačaj velja (tj. tista vrednost neznanke, pri kateri je neenačba kot izjavna forma pravilna). Če neenačba vsebuje n neznank, je rešitev tista n-terica vrednosti neznank, pri kateri neenačaj velja. Neenačba ima lahko tudi več rešitev, pogosto kar neskončno mnogo (tj. več vrednosti neznanke oziroma več n-teric, pri katerih neeenačaj velja). Neenačbe po navadi rešujemo v množici realnih števil. Množico rešitev lahko pogosto zapišemo z intervalom ali z unijo intervalov.
Zgled: neenačba {\displaystyle x+1\leqslant 2\;} ima za rešitev vsako realno število, ki je manjše ali enako 1, torej: {\displaystyle x\leqslant 1} oziroma {\displaystyle x\in (-\infty ,1]}.
Neenačbi, ki imata enaki množici rešitev, sta med seboj enakovredni ali ekvivalentni. Zgled enakovrednih neenačb: 3x + 1 < x + 7 in 2x < 6.

## Reševanje neenačbe
Reševanje neenačbe pomeni iskanje rešitev. Reševanje poteka običajno tako, da neenačbo preoblikujemo v drugo obliko, ki pa je prvotni enakovredna. Pri tem lahko uporabimo naslednje postopke:
- preoblikujemo samo levo ali pa samo desno stran po pravilih za preoblikovanje izrazov (odpravljanje oklepajev, ureditev členov ipd)
- na levi in desni strani lahko prištejemo isto število
- na levi in desni strani lahko odštejemo isto število
- levo in desno stran lahko pomnožimo z istim pozitivnim številom
- če levo in desno stran pomnožimo z istim negativnim številom, se neenačaj obrne (tj. znak < se spremeni v > in obratno)
- levo in desno stran lahko delimo z istim pozitivnim številom
- če levo in desno stran delimo z istim negativnim številom, se neenačaj obrne (tj. znak < se spremeni v > in obratno)
- na levi in desni strani lahko izvedemo isto matematično funkcijo, ki pa mora biti povsod strogo rastoča
- če na levi in desni strani izvedemo isto matematično funkcijo, ki je povsod strogo padajoča, se neenačaj obrne (tj. znak < se spremeni v > in obratno)

## Neenakosti med potenčnimi sredinami
Obstaja veliko neenakosti med sredinami. Na primer za katerakoli pozitivna števila a1, a2, …, an velja H ≤ G ≤ A ≤ Q, kjer je
| {\displaystyle H={\frac {n}{1/a_{1}+1/a_{2}+\cdots +1/a_{n}}}}               | (harmonična sredina),  |
| {\displaystyle G={\sqrt[{n}]{a_{1}\cdot a_{2}\cdots a_{n}}}}                 | (geometrična sredina), |
| {\displaystyle A={\frac {a_{1}+a_{2}+\cdots +a_{n}}{n}}}                     | (aritmetična sredina), |
| {\displaystyle Q={\sqrt {\frac {a_{1}^{2}+a_{2}^{2}+\cdots +a_{n}^{2}}{n}}}} | (kvadratična sredina). |

## Cauchy–Schwarzova neenakost
Cauchy-Schwarzova neenakost pravi, da za vse vektorje u in v v prehilbertovem prostoru velja
{\displaystyle |\langle \mathbf {u} ,\mathbf {v} \rangle |^{2}\leq \langle \mathbf {u} ,\mathbf {u} \rangle \cdot \langle \mathbf {v} ,\mathbf {v} \rangle ,}
kjer je {\displaystyle \langle \cdot ,\cdot \rangle } notranji produkt. Primeri notranjega produkta so realni in kompleksni skalarni produkt. V Evklidskem prostoru Rn s standardnim notranjim produktom se Cauchy-Schwarzova neenakost preoblikuje v
{\displaystyle \left(\sum _{i=1}^{n}u_{i}v_{i}\right)^{2}\leq \left(\sum _{i=1}^{n}u_{i}^{2}\right)\left(\sum _{i=1}^{n}v_{i}^{2}\right)}